# Børge Ousland
Børge Ousland, född 1962 i Oslo, är en norsk äventyrare känd för sin expeditioner till nord- och sydpolerna.

## Uppväxt, utbildning och arbete
Børge Ousland växte upp i Nesodden. Efter skolan utbildade sig Ousland till dykare och arbetade från 1984 till 1993 som djupdykare i Nordsjön. 1989 till 1991 tjänstgjorde han vid norska Marinejegerkommandot. Från 1994 har han arbetat på heltid med att organisera sina och andras polarexpeditioner. Han ger dessutom föreläsningar och skriver böcker. Han bor i Oslo med fru och tre barn.

## Polarexpeditioner
- 1986 inledde han sina polarexpeditioner genom att, tillsammans med två dyk-kollegor, åka skidor tvärs över Grönland, från öst till väst, en sträcka på 800 km.

- 1990 genomförde Ousland tillsammans med Erling Kagge den första skidfärden till Nordpolen utan understöd längs vägen. Geir Randby var också med, men tvingades avbryta expeditionen på grund av en skada. Resan tog 58 dagar.

- 1993 försökte sig Ousland tillsammans med Agnar Berg på att skida över isen från Frans Josefs land till Svalbard. Försöket tvingades avbrytas då man stötte på stora områden med öppet vatten.

- 1994 blev Ousland den förste som ensam tog sig till Nordpolen utan understöd.

- 1995 försökte Ousland bli den förste att korsa Antarktis ensam och utan understöd, men tvingades avbryta på grund av köldskador. Då hade han redan passerat sydpolen, och blev därmed den förste som skidat till båda polerna ensam och utan understöd.

- 1996-1997 gjorde Ousland ett nytt försök som lyckades, och han blev därmed den förste som korsade Antarktis ensam och utan understöd. Han startade vid Berknerön och nådde McMurdo-stationen efter 64 dagar, en distans på 2845 km.

- 2006 blev Ousland och Mike Horn de första att ta sig till Nordpolen under det helt mörka vinterhalvåret.[3]